# アリラン1号
アリラン1号 (KOMPSAT-1) は韓国航空宇宙研究院 (KARI) がTRW社の技術を導入して開発した多目的実用衛星。韓国の民謡アリランから命名。

## 設計
アリラン1号は、地形図の作成・海水色観測・宇宙環境の監視を目的としていた。画像の解像度は6.6mだった。TRW社のT200Bバスの技術移転と技術指導を受けて設計された。

## 運用
1999年12月21日にトーラスロケットでアメリカ・カリフォルニア州のヴァンデンバーグ空軍基地から打ち上げられた。
2007年12月29日に通信途絶状態になり、2008年2月20日に公式に運用を終えた。科学技術部は、KARI地上局からの衛星軌道情報の入力ミスが原因で衛星が不安定化し、通信途絶に至ったと分析した。衛星は設計寿命3年を上回る約8年の間に地球を4万3000周回し、朝鮮半島や全世界の衛星映像約44万枚を撮影した。

## 注記
1. ↑  "黑龍처럼 솟구쳐라"…대한민국 인공위성 5대·나로호 '우주로'、HelloDD.com、2012年1月1日
2. ↑  “多目的実用衛星アリラン1号、公式に任務終了”. (2008年2月21日)